# Chirivel
Chirivel község Spanyolországban, Almería tartományban. Lakosainak száma 1567 fő (2024).

## Földrajza
Chirivel María, Vélez-Rubio, Albox, Oria, Cúllar és Orce községekkel határos.

## Népesség
A település lakosságának változását az alábbi diagram mutatja:
| Lakosok száma | 1797 | 1800 | 1845 | 1854 | 1846 | 1689 | 1601 | 1472 | 1501 | 1567 |
|               | 2001 | 2004 | 2006 | 2009 | 2011 | 2014 | 2016 | 2019 | 2021 | 2024 |